# Ministro da Defesa (Irlanda)
 O Ministro da Defesa (em irlandês:  An tAire Cosanta) é o ministro sênior do Departamento de Defesa do Governo da Irlanda . O atual ministro da Defesa é Leo Varadkar, TD.  

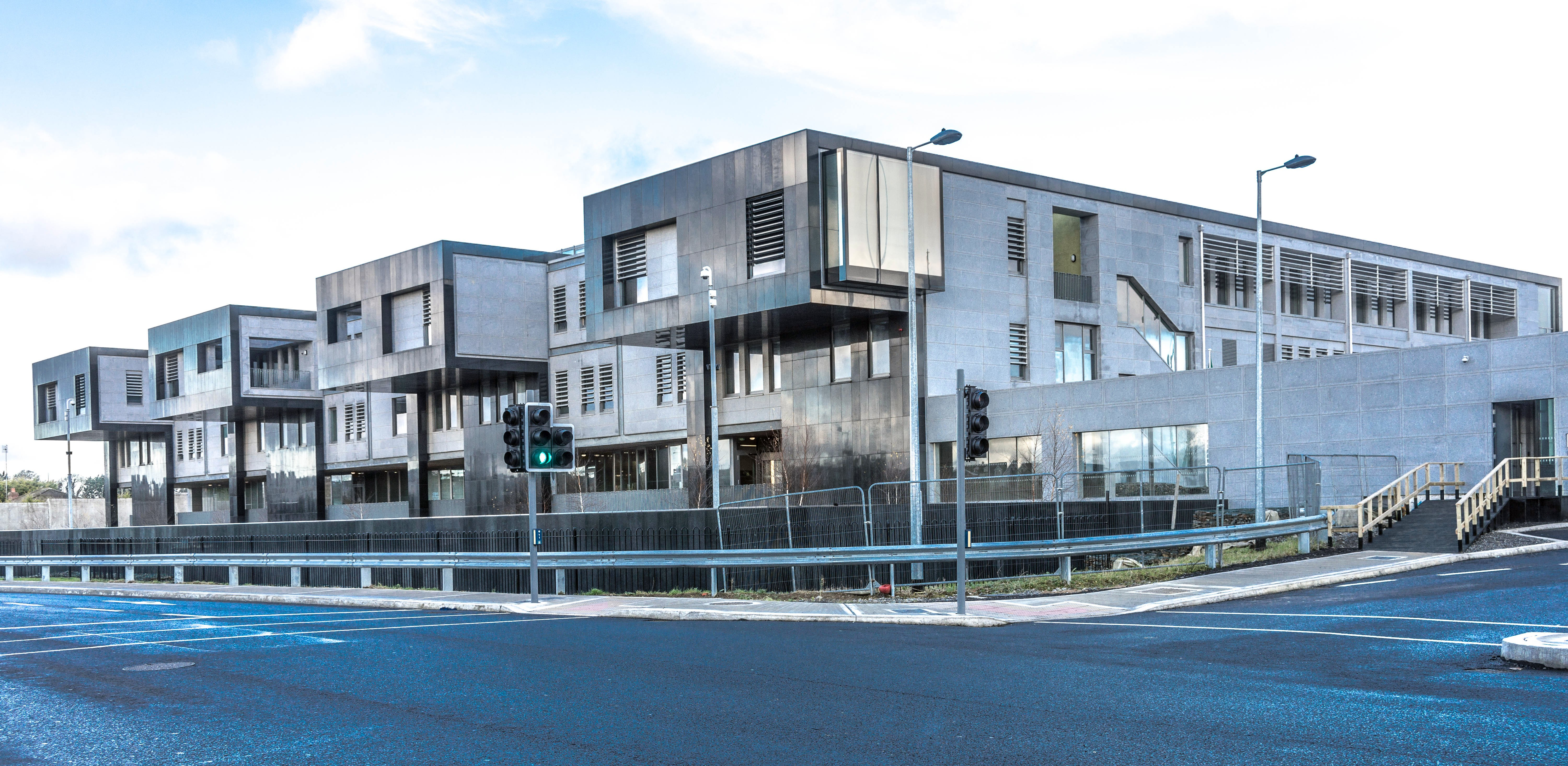
A sede do Departamento de Defesa fica em Newbridge, County Kildare

O Departamento é responsável pelas Forças de Defesa da Irlanda. A Lei de Ministros e Secretários de 1924 atribuiu ao ministro o título adicional de Comandante em Chefe como Presidente do Conselho de Defesa. A Lei de Defesa de 1954 removeu esse título, como resultado da reconstituição do Conselho de Defesa. O Presidente da Irlanda, um papel amplamente cerimonial, é considerado o Comandante Supremo das Forças de Defesa. Na prática, o ministro atua em nome do presidente e se reporta ao governo irlandês. O Ministro da Defesa é aconselhado pelo Conselho de Defesa sobre os negócios do Departamento de Defesa.
Desde 1978, o Ministro da Defesa é assistido pelo papel ministerial júnior do Ministro de Estado do Departamento de Defesa, um posto atualmente preenchido por Paul Kehoe.

## Ministros da Defesa desde 1919
| Núm. | Nome                         | Tempo de exercício      | Tempo de exercício      | Partido                                      |
| ---- | ---------------------------- | ----------------------- | ----------------------- | -------------------------------------------- |
| 1º   | Richard Mulcahy (1º mandato) | 22 de janeiro de 1919   | 1 de abril de 1919      | Sinn Féin                                    |
| 2º   | Cathal Brugha                | 1 de abril de 1919      | 9 de janeiro de 1922    | Sinn Féin                                    |
|      | Richard Mulcahy (2º mandato) | 10 de janeiro de 1922   | 19 de março de 1924     | Sinn Féin (Pró-Tratado Anglo-Irlandês)       |
| 3º   | W. T. Cosgrave               | 20 de março de 1924     | 21 de novembro de 1924  | Sinn Féin (Pró-Tratado Anglo-Irlandês)       |
| 4º   | Peter Hughes                 | 21 de novembro de 1924  | 23 de junho de 1927     | Cumann na nGaedheal (Fundiu com o Fine Gael) |
| 5º   | Desmond FitzGerald           | 23 de junho de 1927     | 9 de março de 1932      | Cumann na nGaedheal (Fundiu com o Fine Gael) |
| 6º   | Frank Aiken                  | 9 de março de 1932      | 8 de setembro de 1939   | Fianna Fáil                                  |
| 7º   | Oscar Traynor (1º mandato)   | 8 de setembro de 1939   | 18 de fevereiro de 1948 | Fianna Fáil                                  |
| 8º   | Thomas F. O'Higgins          | 18 de fevereiro de 1948 | 7 de março de 1951      | Fine Gael                                    |
| 9º   | Seán Mac Eoin (1º mandato)   | 7 de março de 1951      | 13 de junho de 1951     | Fine Gael                                    |
|      | Oscar Traynor (2º mandato)   | 13 de junho de 1951     | 2 de junho de 1954      | Fianna Fáil                                  |
|      | Seán Mac Eoin (2º mandato)   | 2 de junho de 1954      | 20 de março de 1957     | Fine Gael                                    |
| 10º  | Kevin Boland                 | 20 de março de 1957     | 11 de outubro de 1961   | Fianna Fáil                                  |
| 11º  | Gerald Bartley               | 11 de outubro de 1961   | 21 de abril de 1965     | Fianna Fáil                                  |
| 12º  | Michael Hilliard             | 21 de abril de 1965     | 2 de julho de 1969      | Fianna Fáil                                  |
| 13º  | Jim Gibbons                  | 2 de julho de 1969      | 9 de maio de 1970       | Fianna Fáil                                  |
| 14º  | Jerry Cronin                 | 9 de maio de 1970       | 14 de março de 1973     | Fianna Fáil                                  |
| 15º  | Paddy Donegan                | 14 de março de 1973     | 2 de dezembro de 1976   | Fine Gael                                    |
| 16º  | Liam Cosgrave                | 2 de dezembro de 1976   | 16 de dezembro de 1976  | Fine Gael                                    |
| 17º  | Oliver J. Flanagan           | 16 de dezembro de 1976  | 5 de julho de 1977      | Fine Gael                                    |
| 18º  | Bobby Molloy                 | 5 de julho de 1977      | 11 de dezembro de 1979  | Fianna Fáil                                  |
| 19º  | Pádraig Faulkner             | 12 de dezembro de 1979  | 15 de outubro de 1980   | Fianna Fáil                                  |
| 20º  | Sylvester Barrett            | 15 de outubro de 1980   | 30 de junho de 1981     | Fianna Fáil                                  |
| 21º  | James Tully                  | 30 de junho de 1981     | 9 de março de 1982      | Labour Party                                 |
| 22º  | Paddy Power                  | 9 de março de 1982      | 14 de dezembro de 1982  | Fianna Fáil                                  |
| 23º  | Patrick Cooney               | 14 de dezembro de 1982  | 14 de fevereiro de 1986 | Fine Gael                                    |
| 24º  | Paddy O'Toole                | 14 de fevereiro de 1986 | 10 de março de 1987     | Fine Gael                                    |
| 25º  | Michael J. Noonan            | 10 de março de 1987     | 12 de julho de 1989     | Fianna Fáil                                  |
| 26º  | Brian Lenihan                | 12 de julho de 1989     | 31 de outubro de 1990   | Fianna Fáil                                  |
| 27º  | Charles Haughey              | 1 de novembro de 1990   | 5 de fevereiro de 1991  | Fianna Fáil                                  |
| 28º  | Brendan Daly                 | 5 de fevereiro de 1991  | 14 de novembro de 1991  | Fianna Fáil                                  |
| 29º  | Vincent Brady                | 14 de novembro de 1991  | 11 de fevereiro de 1992 | Fianna Fáil                                  |
| 30º  | John Wilson                  | 11 de fevereiro de 1992 | 12 de janeiro de 1993   | Fianna Fáil                                  |
| 31º  | David Andrews (1º mandato)   | 12 de janeiro de 1993   | 15 de dezembro de 1994  | Fianna Fáil                                  |
| 32º  | Hugh Coveney                 | 15 de dezembro de 1994  | 23 de maio de 1995      | Fine Gael                                    |
| 33º  | Seán Barrett                 | 23 de maio de 1995      | 26 de junho de 1997     | Fine Gael                                    |
|      | David Andrews (2º mandato)   | 26 de junho de 1997     | 8 de outubro de 1997    | Fianna Fáil                                  |
| 34º  | Michael Smith                | 8 de outubro de 1997    | 29 de setembro de 2004  | Fianna Fáil                                  |
| 35º  | Willie O'Dea                 | 29 de setembro de 2004  | 18 de fevereiro de 2010 | Fianna Fáil                                  |
| 36º  | Brian Cowen                  | 18 de fevereiro de 2010 | 23 de março de 2010     | Fianna Fáil                                  |
| 37º  | Tony Killeen                 | 23 de março de 2010     | 19 de janeiro de 2011   | Fianna Fáil                                  |
| 38º  | Éamon Ó Cuív                 | 20 de janeiro de 2011   | 9 de março de 2011      | Fianna Fáil                                  |
| 39º  | Alan Shatter                 | 9 de março de 2011      | 7 de maio de 2014       | Fine Gael                                    |
| 40º  | Enda Kenny                   | 7 de maio de 2014       | 11 de julho de 2014     | Fine Gael                                    |
| 41º  | Simon Coveney                | 11 de julho de 2014     | 6 de maio de 2016       | Fine Gael                                    |
|      | Enda Kenny                   | 6 de maio de 2016       | 14 de junho de 2017     | Fine Gael                                    |
| 42º  | Leo Varadkar                 | 14 de junho de 2017     | Em exercício            | Fine Gael                                    |